# Loupežník (film, 1931)
Loupežník je česká černobílá filmová komedie z roku 1931, kterou natočil režisér Josef Kodíček. Vlastní scénář k filmu napsal podle stejnojmenné divadelní hry Karla Čapka.

## Obsazení
| Jaroslav Gleich   | loupežník                     |
| Marta Trojanová   | Mimi                          |
| Marta Májová      | žena profesora                |
| Theodor Pištěk    | profesor                      |
| Marie Hübnerová   | Fanka                         |
| Ludvík Veverka    | zahradník                     |
| Josef Rovenský    | starosta                      |
| Eman Fiala        | učitel                        |
| Ada Karlovský     | velitel veteránů              |
| Josef Vošalík     | velitel hasičů                |
| Přemysl Pražský   | lékař                         |
| Jan W. Speerger   | dělostředlec                  |
| Vladimír Řepa     | dělostřelec                   |
| Gustav Hilmar     | dělostředlec                  |
| František Kovářík | dědeček kolovrátkář/kostelník |
| Ferry Seidl       | kočí                          |
| Josef Novák       | hostinský                     |
| Karel Vacek       | hudebník                      |
| Václav Bláha      | hudebník                      |
| Jan Richter       | policajt                      |
| Josef Loskot      | farář                         |

## Další tvůrci
- Hudba: Otakar Jeremiáš
- Zvuk: Helmuth Neumann, Jiří Lehovec
- Kamera: Václav Vích, Jaroslav Blažek
- Střih: Alexander Hackenschmied